# Леоновка (Черниговская область)
Леоновка (укр. Леонівка) — село в Семёновском районе Черниговской области Украины. Население на 2015 г. составляет 132 человека. Занимает площадь 0,9 км².
История:
Основано в начале XVIII Леоном Пилатовичем. В 1858 г. здесь было 35 дворов и 370 жителей.
Код КОАТУУ: 7424781004. Почтовый индекс: 15442. Телефонный код: +380 4659.

## Власть
Орган местного самоуправления — Семеновская община. В состав которой входят: Семёновка, Архиповка, Галагановка, Жовтневое, Карповичи, Костобобров, Машево, Николаевка, Александровка, Погорельцы, Старая Гутка, Тимоновичи,Хотиевка, Чёрный Рог.
Почтовый адрес: 15400, Черниговская обл., г. Семеновка, ул. Красная площадь, д. 6, Тел.: +380 (4659) 2-13-76, Сайт: https://gromada.info/ru/obschina/semenivka/